# A Blind Bargain
A Blind Bargain é um filme mudo norte-americano de 1922, do gênero terror, estrelado por Lon Chaney e Raymond McKee, lançado pela Goldwyn Pictures. O filme foi dirigido por Wallace Worsley e baseado no romance de 1897, The Octave of Claudius, do jornalista e poeta Barry Pain. O filme é agora considerado perdido.

## Elenco
- Lon Chaney como Dr. Arthur Lamb
- Raymond McKee como Robert Sandell
- Virginia True Boardman como Sra. Sandell
- Aggie Herring como Bessie
- Virginia Madison como mãe de Angela
- Fontaine La Rue como Sra. Lamb
- Jacqueline Logan como Angela Marshall